# Ийохваха-чороте
Ийохваха-чороте (Choroti, Eklenhui, Eklenjuy, Iyojwa’ja Chorote, Yofuaha) — находящийся под угрозой исчезновения индейский язык, который принадлежит матакской языковой семье, на котором говорит народ чороте, живущий на северо-востоке провинции Сальта, около реки Пилькомайо, в Аргентине. Отличается от одноимённого языка ийовухва-чороте.